# Le Sortilège de Maltrochu
Le Sortilège de Maltrochu est la vingtième histoire de la série Johan et Pirlouit de Peyo. Elle est publiée pour la première fois du no 1548 au no 1571 et du no 1641 au no 1661 du journal Spirou. Puis est publiée sous forme d'album en 1970. Il s'agit de la dernière histoire de Johan et Pirlouit réalisée par Peyo.

## Univers

### Synopsis
La fille du Sire de Boisjoly, Geneviève, est promise à son bien-aimé le chevalier Thierry. Mais celui-ci est transformé en chien par le fourbe baron de Maltrochu, qui convoite lui aussi la main de la demoiselle. Johan et Pirlouit trouvent Thierry lors d'une partie de chasse : chien errant en apparence, celui-ci peut encore parler. Il explique alors sa situation aux deux héros, qui lui viennent en aide. Ils parviennent à obtenir de Maltrochu le breuvage qui transforme les gens en chiens, et y trouvent un antidote grâce au savoir-faire de l'enchanteur Homnibus et du Grand Schtroumpf. Délivrant Thierry de sa condition canine, ils font échouer les plans de Maltrochu, et le preux chevalier peut finalement épouser sa dulcinée.

### Personnages
- Personnages habituels : Johan, Pirlouit, le roi...
- Personnages récurrents dans les aventures : l'enchanteur Homnibus, Olivier, les Schtroumpfs, Dame Barbe...
- Personnages spécifiques à cette aventure : le Sire de Boisjoly, sa fille Geneviève, le chevalier Thierry de Plennevaux, le baron de Maltrochu et son âme damnée Hugon, un ami de Thierry prénommé Bertrand.

## Allusion à l'univers des Schtroumps
En dehors de l'apparition du Grand Schtroumpf et d'une dizaine de petits Schtroumpfs, qui arrivent à dos de cigognes chez l'enchanteur Homnibus, cette aventure de Johan et Pirlouit contient une référence précise à un épisode des Schtroumpfs paru quelques années auparavant. Un ingrédient alchimique que l'enchanteur Homnibus utilise dans les planches 38 et 43, lorsqu'il tente de faire retrouver à Pirlouit (devenu chien) sa forme humaine, est la « poudre de prutapipérium ». Or, dans la planche 1 du Schtroumpfissime, voulant confectionner une de ses potions, le Grand Schtroumpf y introduisait « un doigt de schtroumpfapiperium ». Le mot désignait le même ingrédient mais en langue schtroumpf.

## Publication

### Adaptation
- Cet album a été adapté dans la série animée Johan & Pirlouit apparue dans la série animée Les Schtroumpfs, diffusée pour la première fois en 1982 où la Schtroumpfette apparaît pour la première fois dans l'épisode Les Sortilèges de Maltrochu.